# Saint-Pierre-de-Chandieu
 Saint-Pierre-de-Chandieu ist eine französische Gemeinde mit 4.588 Einwohnern (Stand 1. Januar 2022) im Département Rhône in der Region Auvergne-Rhône-Alpes.

## Geographie
Der Ort liegt etwa 20 Kilometer südöstlich von Lyon. Das Gemeindegebiet wird im Süden vom Fluss Ozon durchquert.

## Gemeindepartnerschaften
Saint-Pierre-de-Chandieu unterhält mit folgenden Gemeinden eine Partnerschaft:
- Mezzago, Italien
- Lauchringen, Deutschland, seit 1997

## Regelmäßige Veranstaltungen
Seit 1969 findet in Saint-Pierre-de-Chandieu Anfang März eine Karnevalsveranstaltung statt, die drei Tage dauert und Carnaval des Gones et des Magnauds genannt wird, was im Dialekt des Lyonnais „Karneval der Kinder und Erstgeborenen“ bedeutet.